# 池本清
池本 清（いけもと きよし、1932年8月16日 - 2006年8月3日）は、日本の経済学者。
広島県広島市出身。1955年広島大学政経学部卒、1960年神戸大学大学院博士課程満期退学。1983年「国際経済理論の研究」で神戸大学より経済学博士の学位を取得。1960年桃山学院大学助手、1961年専任講師、1962年神戸大学経済学部専任講師、1964年助教授、1972年教授。1996年定年退官、名誉教授、大阪学院大学教授。

## 著書
- 『国際経済理論の研究』神戸大学研究双書刊行会 1980
- 『国際経済体制論の研究』風間書房 1981
- 『開発経済学の研究』同文館出版 1982
- 『国際貿易論の研究 国際貿易理論・貿易政策・海外直接投資』千倉書房 1983

### 共編著
- 『入門経済学 6　貿易の経済学』田中喜助共編 有斐閣選書 1977
- 『新しい国際経済学』編著 千倉書房 1978
- 『国際経済入門』深海博明、松永嘉夫、矢野恵二共著 有斐閣新書 1978
- 『日本企業の多国籍的展開 海外直接投資の進展』上野明、安室憲一共著 有斐閣選書 1981
- 『テキストブック国際経済』編 有斐閣ブックス 1986
- 『日米欧ハイテク開発競争 国際貿易の将来像』編 有斐閣選書 1986
- 『国際貿易・生産論の新展開』池間誠共編 文真堂 1990

### 翻訳
- Staffan Burenstam Linder『発展途上国の貿易と貿易政策』藤井茂監訳 片野彦二,村上敦共訳 日本評論社 1968